# HTV-4
L'HTV-4 è stata una missione di rifornimento della Stazione spaziale internazionale, la seconda effettuata con la navetta giapponese H-II Transfer Vehicle. La missione è stata lanciata il 3 agosto 2013 dalla piattaforma 2 del complesso di Yoshinobu del Centro spaziale di Tanegashima e ha raggiunto la stazione spaziale il 9 agosto. Il 4 settembre, dopo 25 giorni, è statao effettuato l'unberthing e la navetta si è distrutta nel rientro atmosferico tre giorni dopo come programmato.

## Scopo
Gli scopi della missione erano:
- trasportare i rifornimenti alla stazione spaziale
- smaltire i rifiuti della stazione a termine missione

## Missione

### Carico della missione
Il carico della navetta era di circa 5400 kg:
Vano pressurizzato (3900 kg)
- 8 HTV Resupply Rack (HRR)
- Freezer-Refrigerator of Stirling Cycle (FROST)
- ISS Cryogenic Experiment Storage Box (ICE Box)
- Cabin network system for Kibo (CANA)
- KIROBO (Kibo Robot Project)
- 4 CubeSat
- Re-entry Data Recorder (i-Ball)

Vano non pressurizzato (1500 kg)
- Utility Transfer Assembly (UTA)
- 4 Main Bus Switching Unit (MBSU)
- Space Test Program - Houston 4 (STP-H4)

Oltre ai normali rifornimenti per l'equipaggio come cibo, acqua potabile, vestiti, la navetta Kounotori 4 ha trasportato nel suo vano non pressurizzato alcuni componenti di ricambio per la stazione spaziale. L'Utility Transfer Assembly (UTA) è un componente che trasferisce l'energia elettrica generata dai pannelli solari attraverso il Solar Alpha Rotary Joint (SARJ) verso i sistemi della stazione. Il SARJ è un giunto che ruota i pannelli solari della stazione in modo che siano sempre puntati in direzione del Sole. Anche il Main Bus Switching Unit (MBSU) fa parte del sistema di distribuzione dell'energia elettrica. Lo Space Test Program - Houston 4 (STP-H4) era una struttura contenente sette esperimenti scientifici nei campi delle telecomunicazioni, osservazione della Terra e scienza dei materiali.
I componenti specifici per le attrezzature del laboratorio Kibo erano il Cabin network system for Kibo (CANA), un rilevatore dei dati ambientali del laboratorio che sono stati utilizzati per la progettazione del sistema di supporto vitale chiamato Environmental Control and Life Support System (ECLSS), il Freezer-Refrigerator of Stirling Cycle (FROST), un refrigeratore che usa il ciclo Stirling a ciclo inverso e che è in grado di raggiungere la temperatura di −70 °C, l'ISS Cryogenic Experiment Storage Box (ICE Box), uno speciale contenitore isolante per il trasporto di materiali a basse temperature verso la stazione spaziale, KIROBO, un piccolo robot antropomorfo e quattro mini satelliti CubeSat lanciati attraverso il JEM Small Satellite Orbital Deployer (J-SSOD), un componente che è in grado di lanciare i Cubesat attraverso l'airlock del laboratorio Kibo e che è stato portato sulla stazione dalla precedente missione HTV-3. Tra i rifornimenti erano compresi anche componenti per le attività extraveicolari come un Simplified Aid for EVA Rescue (SAFER) e una telecamera con risoluzione 4K che aveva lo scopo di riprendere la cometa ISON.

### Carico smaltito
L'equipaggiamento relativo allo Space Test Program - Houston 3 (STP-H3) è stato installato sull'Exposed Pallet e stivato nel modulo non pressurizzato per essere distrutto assieme alla navetta al termine della missione. L'STP-H3, trasportato con lo Space Shuttle Endeavour nella missione STS-134 a maggio 2011, aveva terminato i suoi esperimenti. 

#### Esperimenti scientifici

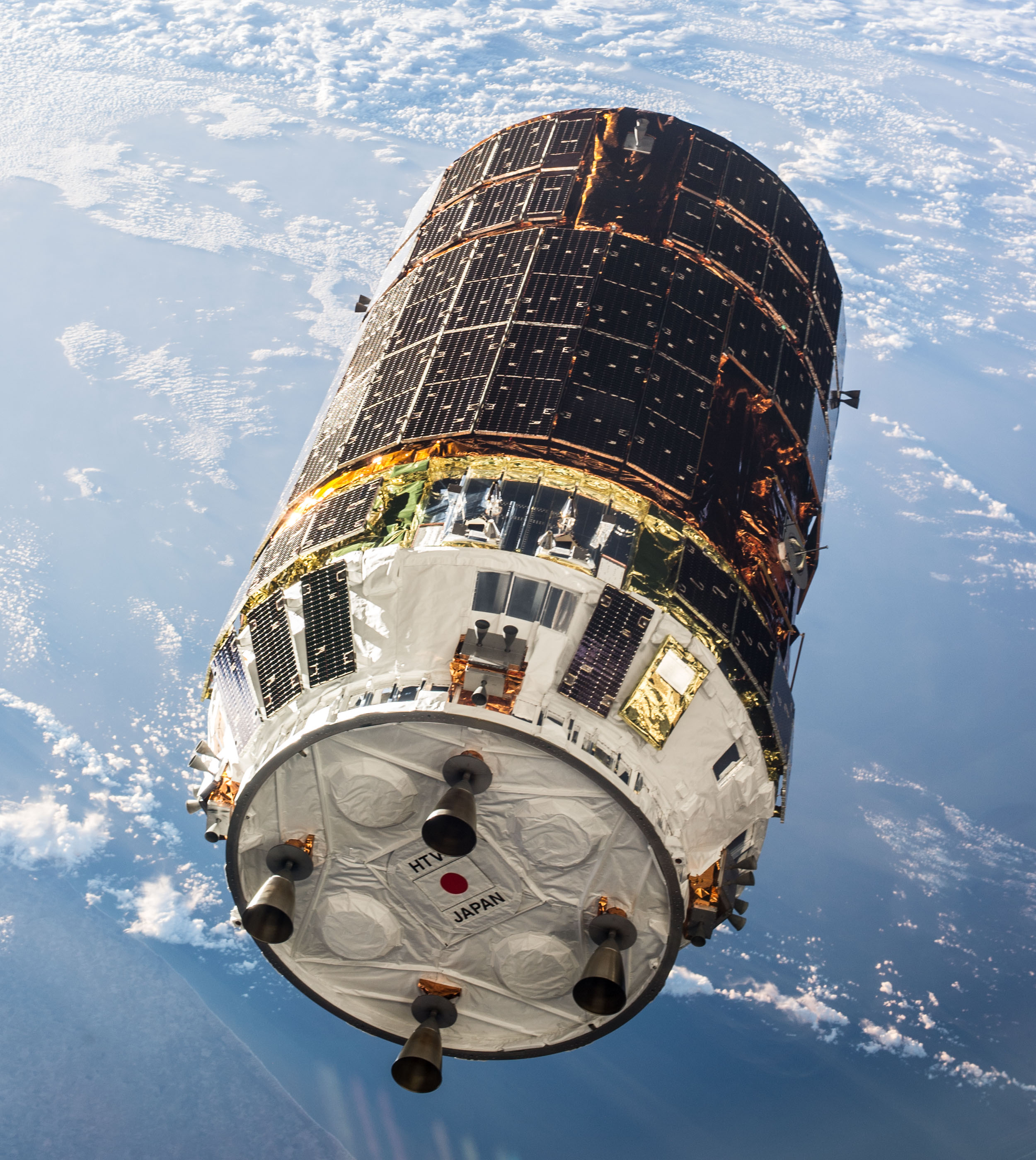
La navetta Kounotori 4 in avvicinamento alla stazione

- Roles of cortical microtubules and microtubule-associated proteins in gravity-induced growth modification of plant stems (Aniso Tubule): l'esperimento studiava il meccanismo che permette alle piante di crescere in presenza della gravità terrestre. L'esperimento ha osservato le modifiche che sviluppano le cellule delle piante di arabidopsis thaliana in ambiente di microgravità[11][12].
- Effect of space environment on mammalian reproduction (Space Pup): l'esperimento studiava la riproduzione dei mammiferi in condizioni di microgravità. Dei campioni congelati di spermatozoi di topo sono stati inviati sulla stazione spaziale, conservati nel freezer del laboratorio Kibo e poi riportati sulla Terra dove sono stati esaminati per valutare le eventuali modifiche indotte dalla microgravità e utilizzati per fecondare ovuli.[13][14]
- Mechanisms of Gravity Resistance in Plants (Resist Tubule): l'esperimento consisteva nella coltivazione di semi germinati di arabidopsis thaliana sulla stazione spaziale e l'analisi della struttura delle cellule al microscopio. Alcune piante sono state congelate e riportate a Terra, per comprendere i meccanismi con cui le piante reagiscono alla gravità.[15][16]
- Space Seeds for Asian Future 2013: l'esperimento consisteva nella coltivazione di semi di vigna angularis a scopo educativo. In questa iniziativa didattica, studenti e ricercatori hanno analizzato le differenze tra la crescita della vigna angularis a Terra e quella sulla stazione spaziale.[17]
- Crystal growth mechanisms associated with the macromolecules adsorbed at a growing interface - Microgravity effect for self-oscillatory growth - 2 (Ice crystal 2): l'esperimento ha studiato il tasso di crescita di cristalli di ghiaccio in acqua super raffreddata contenente glicoproteine antigelo.[18][19][20]

- Space Test Program - Houston 4 (STP-H4)[21]:
  - Active Thermal Tile (ATT): un dispositivo termoelettrico riconfigurabile e scalabile per la modulazione del trasferimento termico tra due interfacce.[21]
  - ISS SpaceCube Experiment 2.0 (ISE 2.0): l'esperimento era costituito da una telecamera HD e un modulo per l'elaborazione dati per il test di algoritmi, un dispositivo per studiare il pompaggio elettroidrodinamico di un liquido in microtubi e un sensore per misurare le emissioni di raggi gamma dall'atmosfera terrestre.[21]
  - Global Awareness Data-Exfiltration International Satellite (GLADIS): l'esperimento aveva l'obiettivo di testare tecniche di mitigazione delle interferenze tra la ricezione del segnale del sistema di identificazione automatica e la trasmissione dati dal sistema Ocean Data Telemetry Microsatellite Link.[21]
  - Miniature Array of Radiation Sensors (MARS): un gruppo di sensori per il monitoraggio delle radiazioni.[21]
  - Small Wind and Temperature Spectrometer (SWATS): sensori per la misurazione dei venti e della densità, della composizione e delle temperature atmosferiche.[21]

### Pre-lancio
La navetta Kounotori 4 è stata collegata al Payload Attach Fitting (PAF), la struttura che permette la connessione con il lanciatore H-IIB l'11 luglio e nei giorni successivi il PAF è stato incapsulato nel Payload Fairing, la carenatura del vano di carico del lanciatore. Il 31 luglio sono stati caricati sulla navetta gli ultimi rifornimenti.

### Cronologia

#### 3 agosto (lancio)

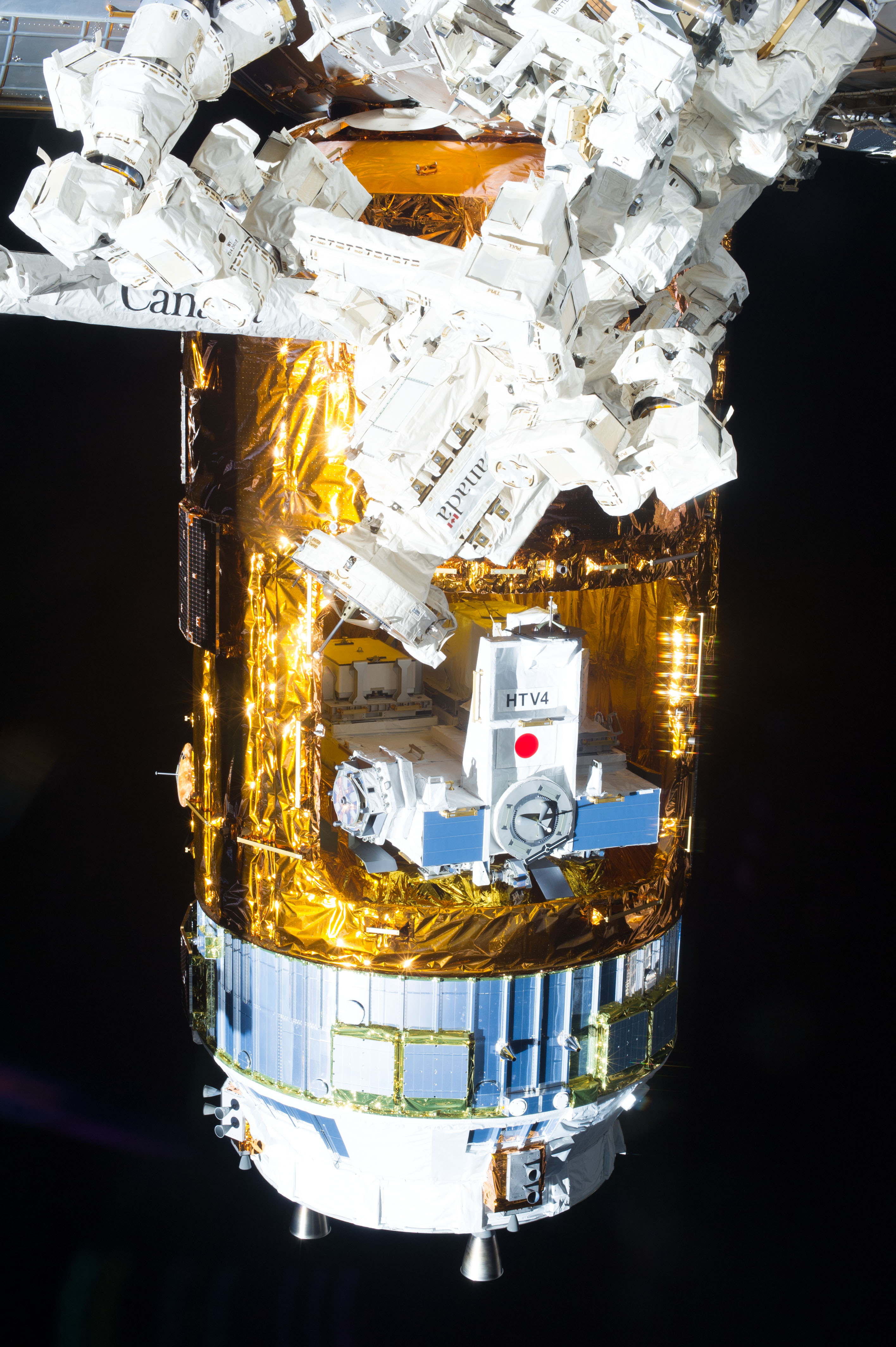
L'HTV agganciato al modulo Harmony della stazione

Il lancio è avvenuto il 3 agosto alle 19:48 UTC. Il lanciatore H-IIB ha inserito la navetta nell'orbita iniziale con apogeo a 300 km e perigeo a 200 km. La Kounotori 4, dopo essersi separata dal secondo stadio, ha attivato i suoi sistemi e stabilito le comunicazioni con il controllo missione al centro spaziale di Tsukuba attraverso la rete satellitare TDRS. 

#### 9 agosto

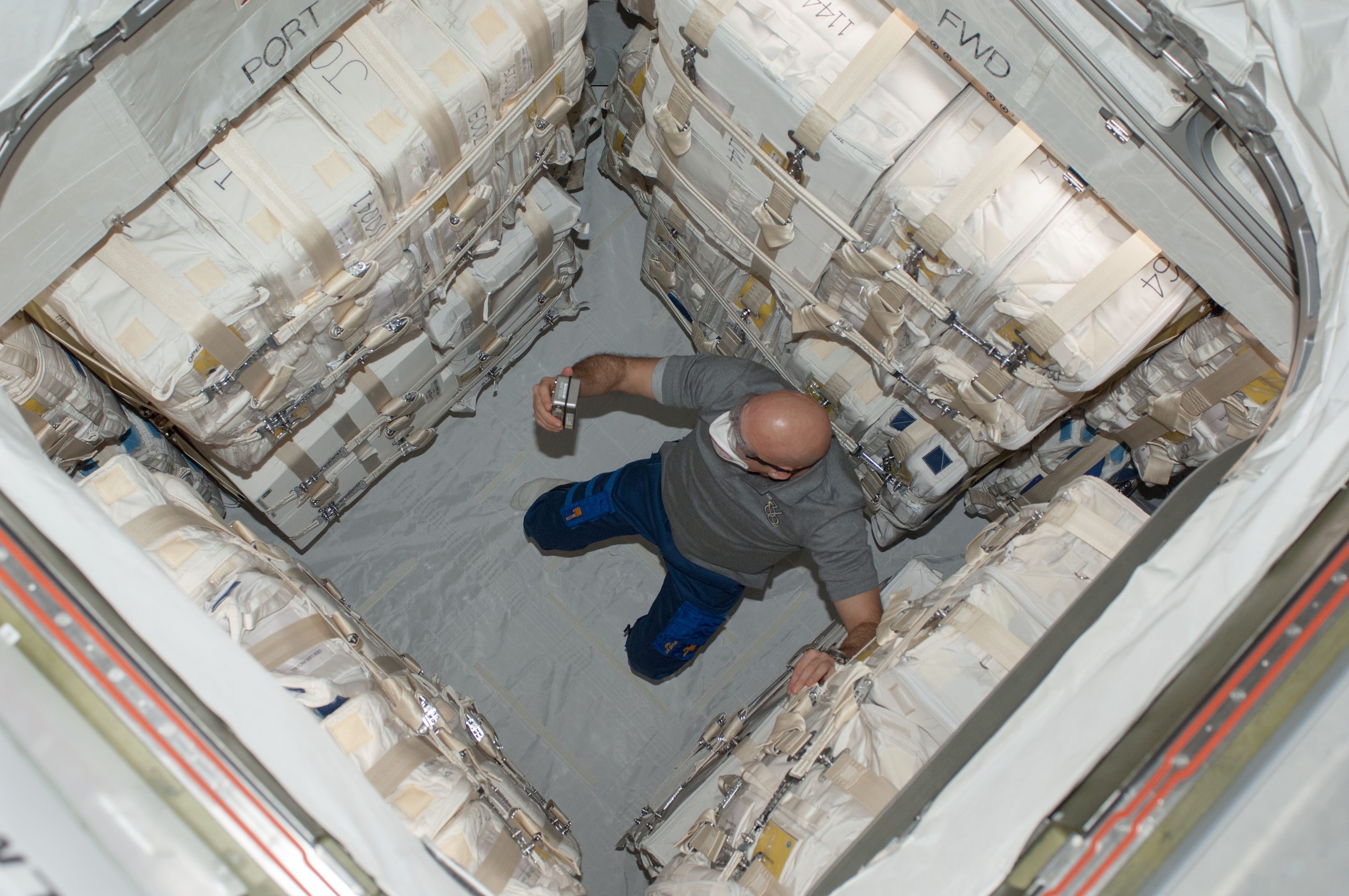
L'astronauta Luca Parmitano all'interno del modulo pressurizzato della navetta

La navetta Kounotori 4 ha effettuato la seconda e la terza manovra Height Adjustment Maneuver (HAM) per raggiungere l'orbita della stazione spaziale. La prima manovra HAM è stata completata il 4 agosto. Raggiunta una distanza di 5 km, ha avviato le comunicazioni radio con la stazione spaziale tramite il sistema Proximity Communication System (PROX) avvicinandosi fino a 10 m. In quel punto è stata catturata dal braccio robotico della stazione spaziale (SSRMS). 

#### 10 agosto
La navetta è stata portata sul portello nadir del modulo Harmony della stazione alle 01:32 JST e le operazioni di berthing sono state concluse alle 03:38 JST. Alle 20:11 JST l'equipaggio della stazione ha aperto i portelli tra la stazione e la navetta.

#### 12 agosto
Tramite il braccio robotico della stazione SSRMS, gli astronauti hanno rimosso l'Exposed Pallet dal modulo non pressurizzato e trasferito sull'Exposed Facility del laboratorio Kibo.

#### 25 agosto
Il 25 agosto l'Utility Transfer Assembly (UTA) e il Main Bus Switching Unit (MBSU) sono stati rimossi dall'Exposed Pallet e installati su una piattaforma temporanea. Nel frattempo gli astronauti hanno continuato le operazioni di trasferimento dei rifornimenti dal modulo pressurizzato.

#### 30 agosto
L'equipaggiamento relativo al precedente Space Test Program - Houston 3 (STP-H3), è stato installato sull'Exposed Pallet e stivato nel modulo non pressurizzato della navetta. L'STP-H3, terminati gli esperimenti, è stato distrutto assieme agli altri rifiuti e alla navetta a termine missione. 

#### 4 settembre
Il 4 settembre è stato effettuato l'unberthing della navetta Kounotori 4 tramite il braccio robotico SSRMS, e portata nel punto di rilascio. La chiusura dei portelli è avvenuta il giorno precedente. 

#### 7 settembre (rientro)
La navetta ha completato alle 15:11 JST le tre manovre necessarie per uscire dall'orbita e rientrare nell'atmosfera terrestre. Alle 15:37 JST ha raggiunto i 120 km di altezza e si è distrutta completando la missione. Durante il rientro il dispositivo Re-entry Data Recorder (i-Ball) ha raccolto dati sull'accelerazione, la velocità angolare, la temperatura, la pressione e i dati di posizione GPS. A differenza del dispositivo ReEntry Breakup Recorder (REBR) utilizzato nelle missioni HTV-2 e HTV-3, l'i-Ball è progettato per resistere alla distruzione della navetta, ammarando con un paracadute e inviando i dati attraverso i satelliti Iridium.